# رعب دانويتش
«رعب دانويتش» (بالإنجليزية: The Dunwich Horror) هي قصة قصيرة بقلم هوارد فيليبس لافكرافت. وكتبها في عام 1928، ونشرت لأول مرة في عدد أبريل 1929 من مجلة حكايات غريبة (ص. 481-508). وتقع أحداثها في دنويتش، وهي مدينة خيالية في ولاية ماساشوستس. وهو يعتبر جزءا من قصص كثولو ميثوس الجوهرية.